# Abortusdemonstratie 1976

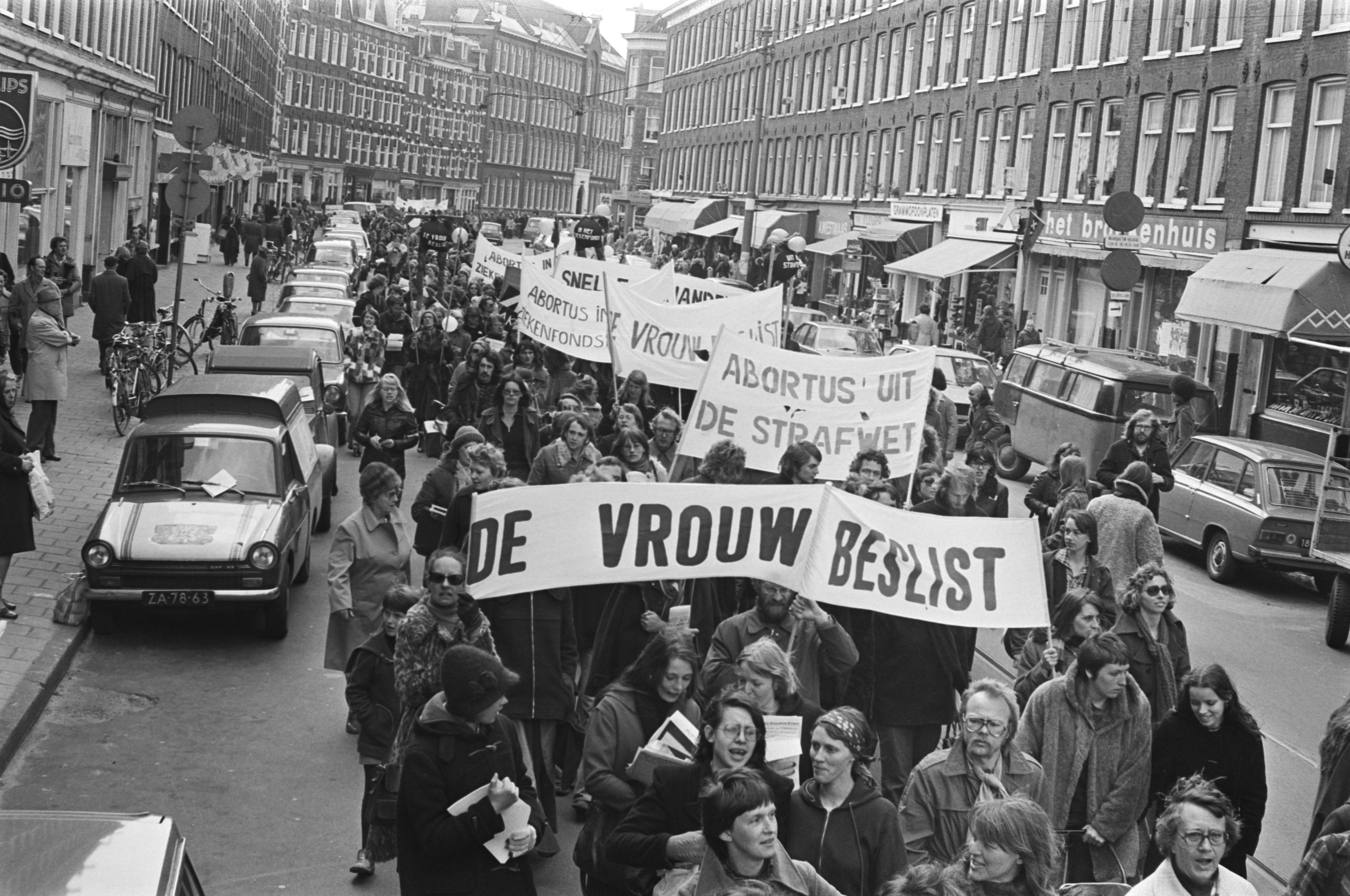
Abortusdemonstratie 1976 in Amsterdam

De abortusdemonstratie in Amsterdam op 24 april 1976 werd georganiseerd als steun voor twee wetsvoorstellen inzake abortus die in september dat jaar behandeld zouden worden in de Nederlandse Tweede Kamer. Actiegroep Wij Vrouwen Eisen (WVE) organiseerde de mars, en had drie kerndoelen: abortus afvoeren uit het Wetboek van Strafrecht, abortus opnemen in het ziekenfonds (de voorloper van de zorgverzekering), en 'de vrouw beslist'.
In de aanloop naar de demonstratie werden flyers verspreid en muurkranten op gebouwen geplakt: de actievoerders probeerden op die manier zoveel mogelijk mensen naar de demonstratie te krijgen. Lokaal werden er ook 'aktiekranten' gedrukt, en werd gezamenlijk busvervoer geregeld. Daarnaast vroeg men om steun en donaties: de demonstratie van WVE had onder meer de steun van Man Vrouw Maatschappij, Dolle Mina, COC, NVSH, Stichting Blijf van mijn Lijf en een aantal politieke partijen.

## Van het Museumplein naar het Beursplein
De mars zelf voerde op 24 april enkele duizenden mensen vanaf het Amsterdamse Museumplein via de Vijzelstraat en de Munt, over het Rokin uiteindelijk naar de Beurs van Berlage. Onderweg werden flyers en pamfletten uitgedeeld: de demonstranten droegen spandoeken en protestborden mee en zongen protestliederen. In de stoet liep ook een blazersensemble mee. Tegelijk werden als tegenprotest ook pamfletten door een anti-abortusgroep rondgedeeld. Op het Beursplein kwamen vervolgens verschillende sprekers aan het woord, waaronder de oprichters van WVE Marjan Sax en Selma Leijdesdorff.

## Vervolg
Met artikelen in slechts vier kranten kreeg de actie beperkte media-aandacht. Het tweede initiatiefwetsvoorstel van PvdA-kamerleden Jan Lamberts en Hein Roethof, waar op 24 april 1976 voor gedemonstreerd werd, werd aangenomen in de Tweede Kamer, maar vervolgens verworpen in de Eerste Kamer. Meer politieke lobby, demonstraties en initiatiefwetten volgden, en op 30 maart 1981 legden vrouwen door het hele land het (on)betaalde werk neer in de vrouwenstaking van 1981. Op 1 mei werd de abortuswet (met de kleinst mogelijke meerderheid) aangenomen, en vanaf 1984 is onder bepaalde voorwaarden abortus in Nederland toegestaan middels de wet afbreking zwangerschap. Abortus bleef echter in het wetboek van strafrecht staan, en niet de vrouw maar de arts beslist over de ingreep; daarnaast werd een verplichte bedenktijd van vijf dagen ingevoerd. Op de Nederlandse Antillen bleef de situatie als voorheen: abortus bleef illegaal, maar werd wel gedoogd. 
Sinds 2022 is de bedenktijd bij abortus komen te vervallen. Abortus wordt anno 2024 beperkt vergoed vanuit de zorgverzekering maar is niet voor iedereen beschikbaar. Abortus staat nog steeds in het wetboek van strafrecht.